# Anitta

Mapa hetyckiej Anatolii z położeniem miast Kussara (przypuszczalne), Nesa (Kanesh), Ankuwa, Zalpa i Hattusa

Anitta, Anittas – anatolijski król miast Kussara i Nesa, syn Pithany, współczesny najprawdopodobniej asyryjskiemu królowi Szamszi-Adadowi I (1814-1782 p.n.e.).

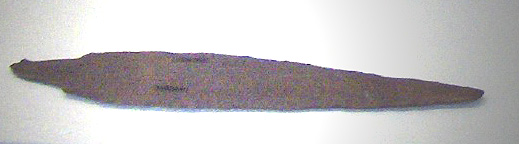
Sztylet z brązu króla Anitty; znaleziony w Kültepe; długość 29 cm; XVIII w. p.n.e.; zbiory Muzeum Cywilizacji Anatolijskich w Ankarze.

Imię Anitty pojawia się w dokumentach pochodzących z asyryjskiej kolonii kupieckiej w Kanesz (hetycka Nesa, obecnie stanowisko Kültepe w Turcji). W jednym z tekstów, wymieniającym jako władcę Kanesz/Nesy jego ojca Pithanę, Anitta występuje jako następca tronu i nosi akadyjski tytuł rabi simmiltim. W innym sam nosi już tytuł „władcy” (akad. rubā'um), a jako rabi simmiltim występuje jego syn Peruwa. Imię Anitty pojawia się też w tekstach z Ankuwy, w których nosi on tytuł „władcy” (rubā'um) i „wielkiego władcy” (rubā'um rabium), co sugeruje, że zarówno Nesa jak i Ankuwa znajdowały się pod jego kontrolą. Siedziba Anitty znajdowała się najprawdopodobniej w Nesie - wskazują na to zarówno pochodzące stąd teksty, jak i odnaleziony tu sztylet z brązu noszący inskrypcję „pałac Anitty, księcia”.
Z czasów Anitty nie zachowały się niestety żadne źródła, które opisywałyby szczegółowo jego panowanie. Pojawia się on jednak w późniejszych tekstach hetyckich, według których miał on podbić większą część centralnej Anatolii. Jednym z takich tekstów jest tzw. Tekst Anitty, który opisuje nie tylko jego działalność budowlaną w mieście Nesa, ale też jego podboje, w tym zwycięską wyprawę nad Morze Czarne przeciw Huzziji, królowi Zalpy, a także zmagania z Pijuszti, królem Hattusa, zakończone zdobyciem i zburzeniem tego miasta.